# Hugo Ayala Castro
Hugo Ayala Castro (Zacapu, 31 de març de 1987) és un jugador de futbol mexicà que, actualment, juga com a defensa al Tigres UANL.